# Jeffrey Klepacki
Jeffrey „Jeff“ Gerard Klepacki (* 17. Dezember 1968 in Kearny, New Jersey) ist ein ehemaliger US-amerikanischer Ruderer und dreifacher Weltmeister.
Der 1,96 m große Jeffrey Klepacki belegte bei den Ruder-Weltmeisterschaften 1989 den elften Platz im Vierer mit Steuermann. 1991 belegte er mit dem Achter den achten Platz. Bei den Olympischen Spielen 1992 in Barcelona belegte der US-Achter den vierten Platz. Im Jahr darauf ruderte Klepacki bei den Weltmeisterschaften im Vierer ohne Steuermann und gewann die Bronzemedaille. 1994 kehrte er in den Achter zurück und gewann bei den Weltmeisterschaften vor eigenem Publikum in Indianapolis seinen ersten Titel. Im Jahr darauf gewann der US-Achter die Bronzemedaille bei den Weltmeisterschaften in Tampere. Klepacki nahm auch an den Panamerikanischen Spielen 1995 teil und gewann dort im Vierer ohne Steuermann und im Achter. Bei den Olympischen Spielen 1996 in Atlanta trat Klepacki im Vierer ohne Steuermann an und belegte den elften Platz.
1998 in Köln und 1999 in St. Catharines gewann Klepacki Weltmeisterschaftsgold mit dem Achter, der in beiden Jahren in gleicher Besetzung antrat. Mit einem Neuling, David Simon für Michael Wherley, und acht Weltmeistern von 1998 und 1999 erreichte das US-amerikanische Boot bei den Olympischen Spielen 2000 zwar über den Hoffnungslauf das Finale, belegte aber dort nur den fünften Platz. 2003 kehrte Klepacki noch einmal in den Achter zurück und gewann die Silbermedaille bei den Weltmeisterschaften in Mailand.
Klepacki erwarb einen MBA an der Rutgers Business School und war später für Delaware Investments in Philadelphia tätig.